# John Glückstadt
Pour plus de détails, voir Fiche technique et Distribution.
John Glückstadt est un film allemand réalisé par Ulf Miehe, sorti en 1975.

## Synopsis
John Glückstadt sort de la prison dont il tient son surnom et tente de se réinsérer mais les habitants de la ville ne veulent pas de sa présence.

## Fiche technique
- Titre : John Glückstadt
- Réalisation : Ulf Miehe
- Scénario : Walter Fritzsche et Ulf Miehe d'après le roman Ein Doppelgänge de Theodor Storm
- Musique : Eberhard Schoener
- Photographie : Jürgen Jürges
- Montage : Heidi Genée
- Société de production : Independent Film et Maran Film
- Pays de production:  Allemagne de l'Ouest
- Genre : Drame et thriller
- Durée : 94 minutes
- Date de sortie : 
  - Allemagne de l'Ouest : 22 août 1975

## Distribution
- Dieter Laser : John Hansen « Glückstadt »
- Marie-Christine Barrault : Hanna Hansen
- Johannes Schaaf : le maire
- Dan van Husen : Wenzel
- Tilo Prückner : Michel
- Renate Schubert : Berta
- Juliette Wendelken : Christine Hansen
- Tilli Breidenbach : Mariken
- Uwe Dallmeier : le gendarme Lorenzen
- Rudolf Beiswanger : le voisin Tischler
- Heinz Dohmes
- Fritz Hollenbeck
- Marianne Kehlau
- Heinz Gerhard Lück

## Distinctions
Le film a été présenté en sélection officielle en compétition lors de Berlinale 1975.